# Advantage Austria

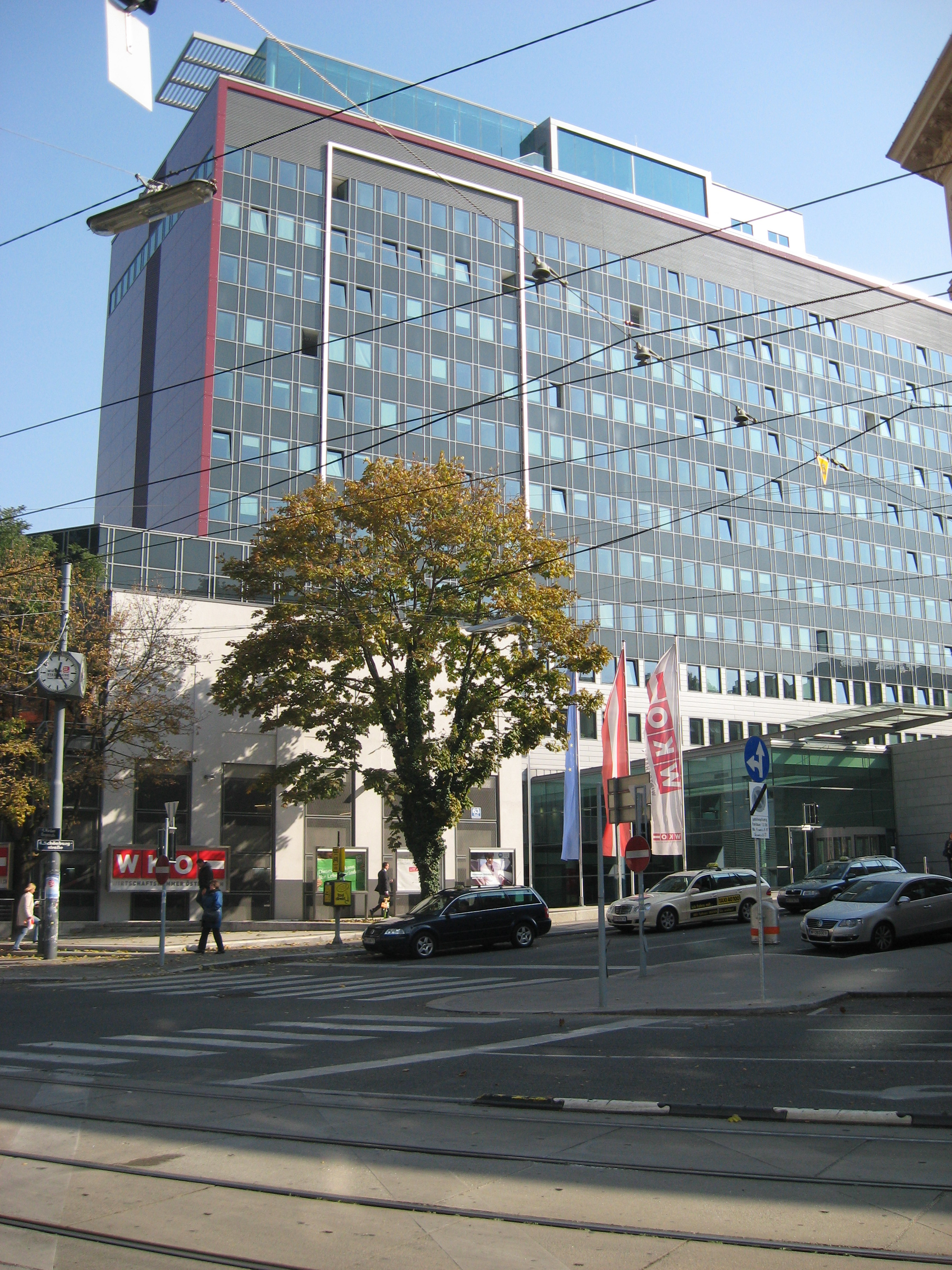
siedziba Austriackiej Izby Gospodarczej w Wiedniu przy Wiedner Hauptstraße

Advantage Austria, Außenwirtschaft Austria jest austriacką agencją handlu zagranicznego, z siedzibą w Wiedniu, częścią Austriackiej Izby Gospodarczej (Wirtschaftskammer Österreich - WKÖ), wcześniej znana jako agencja AWO - Aussenwirtschaft Österreich (-2012). Zagranicą utrzymuje sieć ponad 110 centrów handlu zagranicznego (AußenwirtschaftsCenter) lub biur (AußenwirtschaftsBüros), w większości stanowiących wydziały handlowe ambasad lub konsulatów.
Agencja wspomagana jest przez również wchodzące w skład Izby - Instytut Rozwoju Gospodarczego (Wirtschaftsförderungsinstitut - WIFI), oraz Bibliotekę

## Siedziba w Polsce
Agencja wielokrotnie zmieniała swoją siedzibę w Polsce, m.in. mieściła się w hotelu Polonia w Al. Jerozolimskich 5 (1948-1949), Al. Jerozolimskich 45 (1950), ul. Smolnej 34 (1964), w kamienicy Władysława Ławrynowicza/Portera w Al. Ujazdowskich 22 (1990), przy ul. Idzikowskiego 7-9 (1996-2001), przy ul. Królewskiej 16 (2011-2021), obecnie w Al. Jerozolimskich 44 (2022-); w Krakowie najpierw przy ul. Zwierzynieckiej 29, obecnie przy ul. św. Tomasza 34 (2014).